# Геоперехідна орбіта

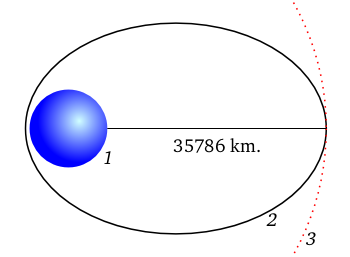
Геоперехідна орбіта Землі
(1) Земля
(2) Геоперехідна орбіта (ГПО)
(3) Геостаціонарна орбіта (ГСО)

Геоперехідна орбіта (ГПО) — перехідна орбіта, що використовується для досягнення геосинхронної або геостаціонарної орбіти. Є сильно витягнутою еліптичною орбітою з висотою апогею приблизно 35'700 км та висотою перигею зазвичай, але не обов'язково, кількасот км.
Завершення виведення космічного апарата на геостаціонарну орбіту відбувається, коли він досягає апогею при русі геоперехідною орбітою. У цей момент розгінний блок надає апарату розгінний імпульс, що перетворює його еліптичний рух в круговий з періодом обертання навколо Землі, рівним тривалості доби.